# Валдидентро
Валдидѐнтро (на италиански: Valdidentro, на западноломбардски: Val de Dìnt, Вал де Динт) е община в Северна Италия, провинция Сондрио, регион Ломбардия. Разположено е на 1350 m надморска височина. Населението на общината е 4068 души (към 2010 г.).
 Адмнистративен център е село Изолача (Isolaccia).